# كارلسروه

شعار المدينة

كَارْلْسرُوِه (بالألمانية: Karlsruhe) هي مدينة تقع في ولاية بادن-فورتمبيرغ Baden-Württemberg في جنوب ألمانيا. يبلغ عدد سكانها حوالي 286.861 نسمة (إحصاءات عام 2007). منذ عام 1950، والمدينة مقرًا لمحكمة العدل الاتحادية ومقر المدعي العام الألماني في هذه المحكمة، ومنذ العام 1951، مقراً للمحكمة الدستورية الاتحادية، وهذا هو السبب في تسمية المدينة أيضًا ب«محل إقامة القانون». كما كانت في القرون الوسطى وما بعدها مقراً للملوك والأمراء في جنوب ألمانيا. اتخذت العديد من السلطات والمؤسسات البحثية ذات الأهمية الوطنية من كارلسروه مقرات لها، ومنها معهد كارلسروه للتكنولوجيا (بالألمانية: Karlsruher Institut für Technologie (KIT))، والذي يُعد الأقدم والأكبر من بين تسع جامعات في المدينة، والذي نشأ في العام 2009 من خلال دمج جامعة كارلسروه التقنية (TU) مع مركز البحوث في كارلسروهه FZK، وصار من أرقى جامعات ألمانيا وأكثرها اهتماماً بالبحث العلمي، ومنذ العام 2019 أصبح المعهد يحمل مع عشر جامعات أخرى في ألمانيا لقب جامعات التميز. إلى جانب ذلك يوجد ي المدينة إحدى أقدم وأعرق جامعة للعلوم التطبيقية، هي جامعة كارلسروهه للعلوم التطبيقية وكذلك أكاديمية للفنون التشكيلية، ومعهد عالي للموسيقى والتمثيل ومعاهد تقنية عدة. إلى جانب مرافق البنية التحتية الضخمة في المدينة مثل مينائي الراين وثاني أكبر مصفاة في ألمانيا يقوم في المدينة اقتصاد صناعي متوسط الحجم. كارلسروه هي أيضاً واحدة من أهم المواقع الأوروبية لتكنولوجيا المعلومات والاتصالات، ويرتبط بذلك مركز الفن والإعلام (ZKM)، وهو أحد أهم المؤسسات الثقافية في المدينة. كما يوجد فيها مؤسسات أخرى، مثل متحف الولاية أو قاعة الفنون الحكومية، كإرث حضاري من فترة حكم الملوك الأمراء في المدينة. في عام 2019، أدرجت اليونسكو مدينة كارلسروه ضمن شبكة المدن الإبداعية التابعة لها باعتبارها «مدينة الفن الإعلامي».

## المناخ
يظهر الجدول التالي التغييرات المناخية على مدار السنة لكارلسروه:
| البيانات المناخية لـكارلسروه      | البيانات المناخية لـكارلسروه | البيانات المناخية لـكارلسروه | البيانات المناخية لـكارلسروه | البيانات المناخية لـكارلسروه | البيانات المناخية لـكارلسروه | البيانات المناخية لـكارلسروه | البيانات المناخية لـكارلسروه | البيانات المناخية لـكارلسروه | البيانات المناخية لـكارلسروه | البيانات المناخية لـكارلسروه | البيانات المناخية لـكارلسروه | البيانات المناخية لـكارلسروه | البيانات المناخية لـكارلسروه |
| الشهر                             | يناير                        | فبراير                       | مارس                         | أبريل                        | مايو                         | يونيو                        | يوليو                        | أغسطس                        | سبتمبر                       | أكتوبر                       | نوفمبر                       | ديسمبر                       | المعدل السنوي                |
| --------------------------------- | ---------------------------- | ---------------------------- | ---------------------------- | ---------------------------- | ---------------------------- | ---------------------------- | ---------------------------- | ---------------------------- | ---------------------------- | ---------------------------- | ---------------------------- | ---------------------------- | ---------------------------- |
| الدرجة القصوى °م (°ف)             | 17.5 (63.5)                  | 22.0 (71.6)                  | 26.7 (80.1)                  | 29.2 (84.6)                  | 33.3 (91.9)                  | 37.2 (99.0)                  | 38.5 (101.3)                 | 40.2 (104.4)                 | 32.8 (91.0)                  | 29.5 (85.1)                  | 21.8 (71.2)                  | 19.2 (66.6)                  | 40.2 (104.4)                 |
| متوسط درجة الحرارة الكبرى °م (°ف) | 4.7 (40.5)                   | 6.8 (44.2)                   | 11.7 (53.1)                  | 16.4 (61.5)                  | 20.9 (69.6)                  | 24.0 (75.2)                  | 26.6 (79.9)                  | 26.5 (79.7)                  | 21.6 (70.9)                  | 15.8 (60.4)                  | 9.1 (48.4)                   | 5.5 (41.9)                   | 15.8 (60.4)                  |
| المتوسط اليومي °م (°ف)            | 2.0 (35.6)                   | 3.0 (37.4)                   | 6.9 (44.4)                   | 10.7 (51.3)                  | 15.2 (59.4)                  | 18.3 (64.9)                  | 20.6 (69.1)                  | 20.1 (68.2)                  | 15.6 (60.1)                  | 10.9 (51.6)                  | 5.8 (42.4)                   | 2.9 (37.2)                   | 11.0 (51.8)                  |
| متوسط درجة الحرارة الصغرى °م (°ف) | −0.7 (30.7)                  | −0.3 (31.5)                  | 2.7 (36.9)                   | 5.3 (41.5)                   | 9.6 (49.3)                   | 12.8 (55.0)                  | 14.9 (58.8)                  | 14.6 (58.3)                  | 10.9 (51.6)                  | 7.2 (45.0)                   | 2.9 (37.2)                   | 0.4 (32.7)                   | 6.7 (44.1)                   |
| أدنى درجة حرارة °م (°ف)           | −20.0 (−4.0)                 | −15.0 (5.0)                  | −14.6 (5.7)                  | −5.3 (22.5)                  | −0.3 (31.5)                  | 3.6 (38.5)                   | 6.9 (44.4)                   | 6.3 (43.3)                   | 2.5 (36.5)                   | −2.8 (27.0)                  | −9.3 (15.3)                  | −18.7 (−1.7)                 | −20.0 (−4.0)                 |
| الهطول مم (إنش)                   | 58.0 (2.28)                  | 55.8 (2.20)                  | 59.0 (2.32)                  | 52.7 (2.07)                  | 77.6 (3.06)                  | 76.4 (3.01)                  | 75.3 (2.96)                  | 58.7 (2.31)                  | 57.9 (2.28)                  | 73.5 (2.89)                  | 63.3 (2.49)                  | 75.2 (2.96)                  | 783.4 (30.84)                |
| متوسط أيام هطول الأمطار           | 15.4                         | 12.2                         | 14.3                         | 12.9                         | 13.5                         | 14.6                         | 12.1                         | 10.3                         | 10.7                         | 13.5                         | 14.0                         | 15.6                         | 159.1                        |
| ساعات سطوع الشمس الشهرية          | 56.7                         | 87.8                         | 131.2                        | 182.7                        | 218.4                        | 232.1                        | 253.9                        | 237.3                        | 174.4                        | 110.9                        | 65.5                         | 45.6                         | 1٬796٫4                      |
| المصدر #1: DWD                    |                              |                              |                              |                              |                              |                              |                              |                              |                              |                              |                              |                              |                              |
| المصدر #2: Climatebase.ru         |                              |                              |                              |                              |                              |                              |                              |                              |                              |                              |                              |                              |                              |

## التاريخ
ورد في الأساطير الشعبية أن "كارل الثالث فيلهلم"، مارغريف بادن-دورلاخ، ذهب في رحلة صيد الي مكان المدينة الحالي، ورأي في منامه أنه يؤسس مدينة جديدة. ولذلك اطلق علي المدينة اسم "كارلسروه"، والذي يعني حرفياً "سَكينة كارل" او "راحة كارل". وتقول رواية اخري لهذه القصة ان المارغريف بني قصرا جديدا في ذلك المكان حتي يرتاح فيه من ازعاج زوجته.
أسس كارل فيلهلم المدينة في 17 يونيو 1715،علي اثر نزاع مع مواطني عاصمته السابقة، "دورلاخ". ويرتبط تاريخ تأسيسيها بشكل وثيق ببناء القصر هناك. وقد اصبحت "كارلسروه" عاصمة بادن-دورلاخ، ثم عاصمة "بادن" الموحدة، من عام 1771 حتي 1945. وفي عام 1822، احتضنت المدينة اول مبني برلمان في المانيا، وهو المسمي  Ständehaus Karlsruhe. وفي اعقاب الثورة الديمقراطية عام 1848، جري انتخاب حكومة جمهورية في هذا المبني. 
قام توماس جفرسون بزيارة "كارلسروه" عندما كان مبعوث الولايات المتحدة لفرنسا، واثناء تخطيط بيير شارلز لانفانت لمدينة واشنطن، قدم له جفرسون خرائط ل12 مدينة اوروبية للاسترشاد بهم، كان من بينهم رسم لمدينة "كارلسروه" أعده اثناء تلك الزيارة. 
في عام 1860، استضافت "كارلسروه" اول مؤتمر عالمي لعلماء الكيمياء. 
في عام 1907، شهدت المدينة اعمال شغب شاركت فيها حشود كبيرة من الناس، اثناء محاكمة المحامي "كارل هاو". 
خلال الاحداث المعروفة "بليلة البلور"، والتي جرت عام 1938، تم احراق كنيس أداس يشورون. وأرسل يهود "كارلسروه" لاحقا اثناء الهولوكوست الي معسكرات "داخاو"، و"غورس"، و"تيريسنشتات"، و"أوشفيتس"، حيث قتل منهم 1421 شخصا. وفي اثناء الحرب العالمية الثانية، كان في "كارلسروه" معسكر للعمل القسري للرجال، ومعسكر فرعي من "أوشفيتس"، كان اغلب قاطنيه من اليهود البولنديين والروس.
تعرض معظم وسط المدينة، بما في ذلك القصر، الي التدمير جراء قصف الدول الحلفاء، ولكن اعيد بناؤه بعد الحرب. وقد كان للولايات المتحدة قاعدة عسكرية في "كارلسروه" أنشئت عام 1945، حيث كانت المدينة ضمن المنطقة الامريكية خلال احتلال الحلفاء لألمانيا، قبل ان تصبح جزءا من المانيا الغربية منذ انتهاء الحرب وحتي عام 1990. وفي عام 1995، تم اغلاق القواعد العسكرية وتسليم منشآتها الي مدينة كارلسروه. 

## توأمة
لكارلسروه اتفاقيات توأمة مع كل من:
- نانسي (1955 -)[16]
- نوتنغهام (22 يوليو 1969 -)[17]
- كراسنودار (1998 -)[18]
- تيميشوارا (19 أغسطس 1992 -)[19]
- هاله (سبتمبر 1987 -)[20]
- تورفين [الإنجليزية]‏ (1 أكتوبر 1998 -)

## أعلام
- أوليفر كان
- تشارلز فريدريك دوق بادن
- كارل درايس
- ريشارد فيلشتيتر
- إرنست فيليموفسكي
- لودفيش الأول
- هانز فرانك
- كارل الثالث فيلهلم مارغريف بادن-دورلاخ
- ليوبولد
- سياد كولاشيناتس
- أوليفر بيرهوف
- أبو شاهين خادم المظلومين